# José Jerónimo Triana
Pour les articles homonymes, voir Triana.
José Jerónimo Triana, né le 22 mai 1828 à Bogota et mort le 31 octobre 1890 à Paris, est un botaniste colombien.

## Biographie
Son herbier compte 60 000 spécimens représentant 8 000 espèces qu'il  présenta à la foire universel de 1867 à Paris et reçu le 1er Prix .
Il fut nommé au poste de  Consul général de Colombie à Paris de 1874 à 1890.
Le travail botanique de Triana réunit en  39 ouvrages scientifiques, dont dix-huit regroupées sous la forme de livres ou de brochures. Il a également publié 2 ouvrages didactiques, 3 brochures et 3 articles sur d'autres sujets.
Triana est notamment l'auteur de :
- Nuevos géneros y especies de plantas para la flora neogranadina (1855).
- Flora colombiana (1856)
- Monografía de las gutíferas (1856)
- Enumeración de las plantas de Nueva Granada (1862-1867).

Il est inhumé au cimetière du Père-Lachaise (90e division).

## Sources
- Ce texte utilise des extraits de l'article de langue anglaise de Wikipédia (version du 17 février 2006).
- John Hendley Barnhart (1965). Biographical Notes upon Botanists. G.K. Hall & Co. (Boston).